# Athyreus tribuliformis
Athyreus tribuliformis — вид жуков-навозников из подсемейства Bolboceratinae.

## Описание
Самец лектотипа в длину достигает до 20,5 мм и шириной до 13,5 мм. Тело сверху имеет тёмно коричневый окрас.
Самки не описаны.